# Xã Gilmore, Quận Greene, Pennsylvania
Xã Gilmore (tiếng Anh: Gilmore Township) là một xã thuộc quận Greene, tiểu bang Pennsylvania, Hoa Kỳ. Năm 2010, dân số của xã này là 260 người.